# 헥터 루이즈

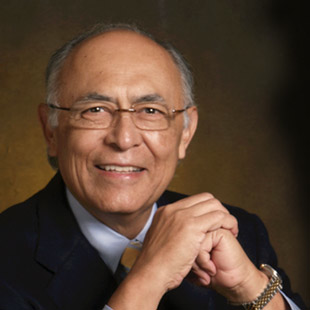

헥터 루이즈(Hector Ruiz, 본명: Hector de Jesus Ruiz Cardenas, 1945년 12월 25일 ~ )는 어드밴스트 나노테크놀로지 솔루션스(Advanced Nanotechnology Solutions, Inc.)의 회장 겸 CEO이며, 반도체 회사 어드밴스트 마이크로 디바이시스(AMD)의 전 CEO 겸 회장이다.
루이즈는 "Slingshot: AMD’s Fight To Free An Industry From The Ruthless Grip Of Intel"(슬링샷: 인텔의 무자비한 손아귀에서 업계를 해방시키기 위한 AMD의 싸움)의 저자이다. 이 책은 2005년 훨씬 더 큰 경쟁사를 상대로 독점 금지 소송을 제기하기로 한 그의 회사 결정을 기념하는 책이다. 이 책은 또한 그의 겸손한 성장 과정뿐만 아니라 친척과 교사로부터 배운 조언과 교훈에 대해서도 자세히 설명한다.